# Piartyszcza
Piartyszcza (biał. Пяртышча; ros. Пертыще, Piertyszcze) – wieś na Białorusi, w obwodzie brzeskim, w rejonie małoryckim, w sielsowiecie Ołtusz.
Wieś położona jest przy Rezerwacie Krajobrazowym Polesie Nadbużańskie.